# Pleurs
Pleurs és un municipi francès, situat al departament del Marne i a la regió del Gran Est. L'any 2007 tenia 770 habitants.

## Demografia

### Població
El 2007 la població de fet de Pleurs era de 770 persones. Hi havia 320 famílies, de les quals 84 eren unipersonals (28 homes vivint sols i 56 dones vivint soles), 108 parelles sense fills, 108 parelles amb fills i 20 famílies monoparentals amb fills.
La població ha evolucionat segons el següent gràfic:
Habitants censats

### Habitatges
El 2007 hi havia 373 habitatges, 323 eren l'habitatge principal de la família, 19 eren segones residències i 31 estaven desocupats. 364 eren cases i 8 eren apartaments. Dels 323 habitatges principals, 214 estaven ocupats pels seus propietaris, 102 estaven llogats i ocupats pels llogaters i 7 estaven cedits a títol gratuït; 1 tenia una cambra, 12 en tenien dues, 63 en tenien tres, 83 en tenien quatre i 164 en tenien cinc o més. 268 habitatges disposaven pel capbaix d'una plaça de pàrquing. A 146 habitatges hi havia un automòbil i a 148 n'hi havia dos o més.

### Piràmide de població
La piràmide de població per edats i sexe el 2009 era:
| Homes | Edats   | Dones |
| ----- | ------- | ----- |
| 0     | 95 o +  | 0     |
| 4     | 90 a 94 | 4     |
| 4     | 85 a 89 | 16    |
| 4     | 80 a 84 | 8     |
| 20    | 75 a 79 | 28    |
| 16    | 70 a 74 | 8     |
| 20    | 65 a 69 | 44    |
| 20    | 60 a 64 | 32    |
| 24    | 55 a 59 | 8     |
| 32    | 50 a 54 | 32    |
| 40    | 45 a 49 | 16    |
| 16    | 40 a 44 | 24    |
| 16    | 35 a 39 | 20    |
| 36    | 30 a 34 | 4     |
| 24    | 25 a 29 | 20    |
| 28    | 20 a 24 | 24    |
| 8     | 15 a 19 | 12    |
| 16    | 10 a 14 | 20    |
| 12    | 5 a 9   | 28    |
| 16    | 0 a 4   | 16    |

## Economia
El 2007 la població en edat de treballar era de 457 persones, 343 eren actives i 114 eren inactives. De les 343 persones actives 286 estaven ocupades (170 homes i 116 dones) i 57 estaven aturades (20 homes i 37 dones). De les 114 persones inactives 36 estaven jubilades, 23 estaven estudiant i 55 estaven classificades com a «altres inactius».

### Ingressos
El 2009 a Pleurs hi havia 350 unitats fiscals que integraven 826,5 persones, la mediana anual d'ingressos fiscals per persona era de 16.810 €.

### Activitats econòmiques
Dels 27 establiments que hi havia el 2007, 2 eren d'empreses alimentàries, 5 d'empreses de construcció, 4 d'empreses de comerç i reparació d'automòbils, 3 d'empreses de transport, 3 d'empreses d'hostatgeria i restauració, 1 d'una empresa immobiliària, 3 d'empreses de serveis, 4 d'entitats de l'administració pública i 2 d'empreses classificades com a «altres activitats de serveis».
Dels 8 establiments de servei als particulars que hi havia el 2009, 1 era una oficina de correu, 1 guixaire pintor, 1 fusteria, 1 lampisteria, 1 electricista i 3 perruqueries.
Dels 4 establiments comercials que hi havia el 2009, 2 eren botiges de menys de 120 m², 1 una botiga de menys de 120 m² i 1 una fleca.
L'any 2000 a Pleurs hi havia 9 explotacions agrícoles que ocupaven un total de 760 hectàrees.

## Equipaments sanitaris i escolars
L'únic equipament sanitari que hi havia el 2009 era una farmàcia.
El 2009 hi havia 1 escola maternal i 1 escola elemental.

## Poblacions més properes
El següent diagrama mostra les poblacions més properes.